# Djabal Kasiyun
Djabal Kasiyun és una muntanya de l'Antilíban al nord-oest de Damasc a Síria. La muntanya té caràcter sagrat per ser un lloc on Déu va parlar. Hi ha diverses coves relacionades amb profetes. Als seus pendents hi ha dos monestirs cristians famosos: Dayr Murran i Dayr Saman. Al segle xii s'hi va construir un barri amb refugiats musulmans de Jerusalem (conquerida pels croats) i el 1898 un altre amb refugiats musulmans de Creta. Després la ciutat de Damasc va créixer ocupant tota la zona.